# Queen (album)
Queen je debutové album britské rockové skupiny Queen, které bylo vydané v roce 1973.

## Od založení skupiny k prvnímu albu
John[kdo?] hrál poprvé s Queen na koleji v Surrey v červenci 1971. Následující koncert se konal v Imperial College. John to neměl jednoduché, skupina zde hrála už s jinými baskytaristy, ale zvládl to a ukázalo se, že je opravdu dobrým přínosem pro skupinu. Queen chtěli co nejvíce zkoušet, ale vystoupení před živým publikem bylo lepší. Proto Roger uspořádal malé turné po rodném Cornwallu, kde na plakátech stálo – Roger Taylor a Queen (jednou dokonce „Legendární cornwallský bubeník Roger Taylor“ a pod tím nenápadně „a jeho skupina Queen“). V září 1971 potřebovalo nové nahrávací studio De Lane Lea ve Wembley zkusit svoji techniku a tak přivolalo Queen (skupinu, která hraje hlučně). To byla první příležitost skupiny zkusit si nahrávání ve studiu. Nahrávání brali hodně vážně a nakonec nahráli čtyři skladby: Liar, Keep Yourself Alive, The Night Comes Down a Jesus.
Koncem roku 1971 byli Queen stále relativně neznámí – kromě Imperial College a několika fanoušků z Cornwallu a Merseysidu je málokdo znal. Kapela pokračovala v hraní v novém studiu a předváděla nové zařízení zájemcům. Jednoho dne tam přišli manažeři skupiny Trident a začali skupinu poslouchat. Vzali si s sebou pásku s nahrávkou a přehráli ji šéfovi společnosti a ten byl nadšen. Nakonec o skupinu projevil zájem šéf společnosti Chrysalic Record, ale skupina nakonec smlouvu nepřijala. Firma Trident stále váhala a chtěla vidět skupinu hrát naživo. Byl smluven koncert a úspěch se dostavil. V květnu 1972 byla smlouva slavnostně podepsána.
Dalším úkonem bylo hledání manažera. Jack Nelson poctivě hledal, ale nikdo si novou kapelu s názvem Queen nechtěl pověsit na krk. Proto se nakonec Jack rozhodl, že kapele bude dělat manažera sám. Společnost Trident začala skupině poskytovat své nahrávací studia, ale dostávali pouze okrajové hodiny a víkendy. Často čekávali před dveřmi studia a tohoto času využívali na psaní nových písní. 6. listopadu 1972 zajistila společnost Queen první větší koncert ve velké restauraci Pheasantry (King's Road v Chelsea). Koncert se ale nepodařil, skupina byla nervózní a byly starosti kolem techniky.
Koncem listopadu 1972 skupina dokončila svoje první album a dali mu název Queen. Roger sice prosazoval název Top Fax, Pix and Info, ale byl přehlasován. Stále tu ale byl problém, která firma album vydá. Na jednom sjezdu gramofonových společností představil Jack album zástupcům EMI, kteří byli nadšeni a album vydali. Album vyšlo v červenci roku 1973 (září 1973 v USA).

## Řekli o albu
„Na první desce byla spousta věcí, které se mi nelíbily. Třeba bicí. Něco z toho vám může připadat, že bylo naplánované, ale přitom to bylo dost rozmanité a bylo v tom dost energie.“ Roger Taylor (1974)
„Album Queen se prodávalo velice dobře dost dlouhou dobu, takže v době, kdy nás začal pronásledovat tisk, jsme jako kapela už hodně vyspěli a měli i své publikum. To bylo pro start důležité, protože jsme na to byli připraveni.“ Brian May (1977)
„Tohle bylo opravdu poprvé, co jsme viděli Freddieho dělat na plné obrátky. Je skutečný samouk na piano a v té době dělal ohromné pokroky, i když jsme nemohli mít na pódiu piano, protože to nebylo možné zařídit. Ve studiu to byla Freddieho první šance, aby uskutečnil své nápady na pianu. Zvuk piana a kytary zněl dohromady moc dobře a celé to byla velká zábava. Píseň „My Fairy King“ byla první ze série eposů, kde jsme přes to, co už jsme měli, nahrávali hlasy. Freddieho to dost chytlo, což později vedlo k písni „The March Of The Black Queen“ na naší druhé desce a později i k Bohemian Rhapsody.“ Brian May o písni My Fairy King

## Seznam skladeb

### 1. strana
1. Keep Yourself Alive (Brian May) – 3:46
2. Doing All Right (May a Tim Staffell) – 4:09
3. Great King Rat (Freddie Mercury) – 5:41
4. My Fairy King (Mercury) – 4:08

### 2. strana
1. Liar (Mercury) – 6:26
2. The Night Comes Down (May) – 4:23
3. Modern Times Rock 'n' Roll (Roger Taylor) – 1:48
4. Son and Daughter (May) – 3:21
5. Jesus (Mercury) – 3:44
6. Seven Seas Of Rhye (instrumentální) (Mercury) – 1:15

Bonusové písně přidáné při vydání firmou Hollywood Records v roce 1991
1. Mad the Swine (dříve nezveřejněná) (Mercury) – 3:21
2. Keep Yourself Alive (Long Lost Re-take) (May) – 4:04
3. Liar (1991 Bonus Remix by John Luongo and Gary Hellman) (Mercury) – 6:26

### Singly
Singly z alba Queen

1. „Keep Yourself Alive / Son & Daughter“
Vydáno: 6. července 1973
2. „Liar / Doin' Alright“
Vydáno: 14. února 1974 (pouze USA)